# Virologija
Virologija ili virusologija (lat. virus: otrov i grč. logos: pouka) je područje unutar biologije koje proučava viruse. Virologija karakterizira i klasificira viruse. Istraživanje u ovom području se bavi molekularnim osobinama, epidemiologijom, utjecaja na organizma domaćina i prevencije i liječenja virusnih infekcija.